# 1528-as busz
Az 1528-as jelzésű autóbuszvonal távolsági autóbuszjárat Kecskemét és Fonyód között, melyet a MÁV Személyszállítási Zrt. lát el.

## Története
Az autóbuszok Kecskemét – Dunaföldvár – Siófok – Hévíz útvonalon közlekedtek. Tanév tartama alatt naponta és nyári tanszünetben naponta egy-egy járatpár szállította az utasokat.
2016. június 16-ától Kecskemét – Dunaföldvár – Siófok – Fonyód útvonalra rövidültek a járatok. A tanév tartama alatt naponta közlekedő járatok megszűntek.
2021. június 16-ától Cece – Simontornya – Enying helyett Dunaújváros érintésével közlekedik
2022. június 16-ától Fonyódról korábban indul a Kecskemétre közlekedő járat.

## Közlekedése
A járat Kecskemétet és Fonyódot köti össze. Útvonalának hossza 220,8 kilométer. Menetideje Fonyód felé 4 óra 22 perc, Kecskemét felé 4 óra 20 perc.
Nyári tanszünetben naponta egy járatpár szállítja az utasokat.

## Megállóhelyei
| 0  | Kecskemét, autóbusz-állomás végállomás               | 42 | 1, 2D, 2S, 7, 7C, 12D, 15, 19, 21, 21D, 22, 25, 32 550, 551, 553, 555 1080, 1081, 1085, 1087, 1090, 1092, 1348, 1362, 1376, 1499, 1524, 1529 4777, 5075, 5076, 5202, 5203, 5205, 5206, 5207, 5208, 5209, 5210, 5211, 5212, 5213, 5214, 5215, 5216, 5217, 5218, 5219, 5220, 5221, 5222, 5223, 5224, 5225, 5226, 5227, 5228, 5229, 5230, 5231, 5232, 5233, 5234, 5235, 5236, 5237, 5238, 5239, 5240, 5241, 5242, 5243, 5244, 5245, 5250, 5255, 5258, 5279, 5354, 5359, 5387, 5502 |
| ∫  | Kecskemét, Mária körút                               | 41 | 14D, 21, 22, 350 1499, 1529 5075, 5076, 5207, 5213, 5214, 5215, 5216, 5217, 5255, 5502 |
| 1  | Kecskemét, Katona Gimnázium                          | ∫  | 1, 11, 11A, 15, 19, 22, 169 1499, 1529 555, 5207, 5223, 5224, 5225, 5226, 5227, 5229, 5230, 5231, 5232, 5233, 5234, 5235, 5237, 5238, 5239, 5243, 5244, 5354, 5359, 5502 |
| 2  | Kecskemét, Egyetem (GAMF)                            | 40 | 1, 5, 11, 11A, 15, 19, 22 1499, 1529 555, 5207, 5224, 5225, 5226, 5227, 5229, 5230, 5231, 5232, 5233, 5234, 5235, 5237, 5238, 5239, 5243, 5244, 5354, 5359, 5502 |
| 3  | Fülöpháza, bejárati út                               | 39 | 1499, 1529 5227, 5229, 5230, 5231, 5239, 5359, 5387 |
| 4  | Fülöpszállás, községháza                             | 38 | 1115, 1499, 1529 650, 5227, 5229, 5234, 5239, 5243, 5298, 5342, 5359, 5381, 5502 |
| 5  | Hartai, útelágazás                                   | 37 | 1499, 1529 5227, 5234, 5243, 5359, 5386, 5502 |
| 6  | Solt, nagymajori elágazás                            | 36 | 1499, 1507, 1510, 1512, 1513, 1529 5227, 5234, 5311, 5350, 5359, 5386, 5502, 8205, 8206, 8207 |
| 7  | Solt, AGRIKON                                        | 35 | 5227, 5234, 5311, 5350, 5359, 5502, 8205, 8206, 8207 |
| 8  | Solt, Aranykulcs tér                                 | 34 | 1110, 1111, 1113, 1499, 1507, 1510, 1512, 1513, 1529 5058, 5227, 5231, 5234, 5311, 5350, 5359, 5364, 5365, 5381, 5382, 5502, 8202, 8203, 8205, 8206, 8207 |
| 9  | Dunaújváros, Dózsa mozi                              | 33 | 2, 3, 5, 8, 13, 18, 25, 29, 33, 35, 40 1120, 1121, 1125, 1131, 1134, 1499, 1507, 1510, 1512, 1513, 1529, 1803, 1823, 1824, 1826, 1841 5227, 8033, 8034, 8228, 8229, 8236, 8238, 8240 |
| 10 | Siófok (Szabadisóstó), 7. sz. út                     | 32 | 1302, 1402, 1512, 1563, 1708, 1840, 1842 5358, 5458, 8325, 8326 |
| 11 | Siófok, (Szabadifürdő), vasúti megállóhely           | 31 | 2, 24, N2 1174, 1302, 1402, 1512, 1563, 1708, 1840, 1842 5358, 5458, 7324, 7325, 8325, 8326 S30, személyvonat, sebesvonat, Déli<-parti InterRégió, Déli->parti InterRégió, Vitorlás InterRégió, Panoráma expresszvonat, Jégmadár expresszvonat, Aranypart expresszvonat |
| 12 | Siófok, felső                                        | 30 | 1302, 1402, 1563, 1593, 1708 5358, 5458, 7324, 7325, 8325, 8326 |
| 13 | Siófok, autóbusz-állomás                             | 29 | 1, 2, 3, 4, 7, 14, 14A, 18, 24, N2 1172, 1174, 1177, 1302, 1402, 1499, 1506, 1512, 1563, 1564, 1592, 1593, 1708, 1740, 1742, 1840, 1842 5358, 5439, 5458, 5906, 5916, 5917, 6008, 6010, 6011, 6015, 6016, 6018, 6035, 6038, 6040, 6041, 6042, 6043, 6051, 6053, 6101, 7324, 7325, 8274, 8325, 8326 S30, személyvonat, sebesvonat, Déli<-parti InterRégió, Déli->parti InterRégió, Esti Csók InterRégió, Vitorlás InterRégió, Panoráma expresszvonat, Jégmadár expresszvonat, Aranypart expresszvonat, Ezüstpart expresszvonat, Aranyhíd expresszvonat, Napfürdő expresszvonat, Balaton InterCity, Tópart InterCity, Agram-Tópart nemzetközi InterCity, Adria nemzetközi InterCity |
| 14 | Zamárdi, vasúti megállóhely                          | 28 | 1174, 1177, 1402, 1499, 1506, 1592, 1593, 1708, 1742, 1842 5906, 5916, 6016, 6035, 6038, 6040, 6041, 6042, 6043, 6051, 6053, 6101 személyvonat, Déli<-parti InterRégió, Déli->parti InterRégió, Vitorlás InterRégió, Jégmadár expresszvonat, Aranypart expresszvonat, Ezüstpart expresszvonat, Aranyhíd expresszvonat, Napfürdő expresszvonat, Balaton InterCity, Tópart InterCity, Agram-Tópart nemzetközi InterCity |
| 15 | Zamárdi, Csap utca                                   | 27 | 1402, 1499, 1506, 1592, 1742, 1842 5906, 5916, 6035, 6038, 6040, 6041, 6042, 6043, 6051 |
| 16 | Balatonföldvár, szántódi elágazás                    | 26 | 1174, 1177, 1402, 1499, 1506, 1592, 1593, 1742, 1842 5906, 5916, 6035, 6038, 6040, 6041, 6042, 6043, 6051, 6101 |
| 17 | Balatonföldvár, Mátyás király utca                   | 25 | 1174, 1402, 1499, 1506, 1592, 1593, 1742, 1842 5906, 5916, 6035, 6038, 6040, 6041, 6042, 6043, 6051 |
| 18 | Balatonföldvár, Központi Autóbusz-váróterem          | 24 | 1174, 1177, 1402, 1499, 1506, 1592, 1593, 1742, 1842 5906, 5916, 6035, 6038, 6040, 6041, 6042, 6043, 6051, 6072, 6101 |
| 19 | Balatonföldvár, Szépkilátó                           | 23 | 1402, 1499, 1506, 1592, 1742, 1842 5906, 6038, 6040, 6041, 6042, 6043, 6051 |
| 20 | Balatonszárszó, Jószef Attila üdülő                  | 22 | 1402, 1499, 1506, 1592, 1742, 1842 5906, 6038, 6040, 6041, 6042, 6043, 6051 |
| 21 | Balatonszárszó, Béketelep                            | 21 | 1402, 1499, 1506, 1592, 1742, 1842 5906, 6038, 6040, 6041, 6042, 6043, 6051 |
| 22 | Balatonszárszó, Községháza                           | 20 | 1177, 1402, 1499, 1506, 1592, 1742, 1842 5906, 6038, 6040, 6041, 6042, 6043, 6051, 6101 |
| 23 | Balatonszárszó, Horgásztó                            | 19 | 1402, 1499, 1506, 1592, 1742, 1842 5906, 6040, 6041, 6042, 6043 |
| 24 | Balatonőszöd, 7. sz. út                              | 18 | 1177, 1402, 1499, 1506, 1592, 1742, 1842 5906, 6040, 6041, 6042, 6043, 6101 |
| 25 | Balatonszemes, Községháza                            | 17 | 1177, 1402, 1499, 1506, 1592, 1742, 1842 5906, 6040, 6041, 6042, 6043, 6101 |
| 26 | Balatonszemes, Németh Pál utca                       | 16 | 1402, 1499, 1506, 1592, 1742, 1842 5906, 6040, 6041, 6042, 6043 |
| 27 | Balatonszemes, Alsó                                  | 15 | 1402, 1499, 1506, 1592, 1742, 1842 5906, 6040, 6041, 6042, 6043 |
| 28 | Balatonlelle, Rádpusztai elágazás                    | 14 | 1402, 1499, 1506, 1592, 1742, 1842 5906, 6040, 6041, 6042, 6043 |
| 29 | Balatonlelle, Felső                                  | 13 | 1402, 1499, 1506, 1592, 1742, 1842 5906, 6040, 6041, 6042, 6043 |
| 30 | Balatonlelle, Becsali köz                            | 12 | 1402, 1499, 1506, 1592, 1742, 1842 5906, 6040, 6041, 6042, 6043, 6101 személyvonat, sebesvonat, Déli<-parti InterRégió, Déli->parti InterRégió, Napfürdő expresszvonat, Ezüstpart expresszvonat |
| 31 | Balatonlelle, Vasúti megállóhely                     | 11 | 1177, 1402, 1499, 1506, 1578, 1579, 1592, 1665, 1673, 1742, 1842 5905, 5906, 6040, 6041, 6042, 6043, 6071, 6101, 6195 személyvonat, sebesvonat, Déli<-parti InterRégió, Déli->parti InterRégió, Esti Csók InterRégió, Vitorlás InterRégió, Jégmadár expresszvonat, Aranypart expresszvonat, Ezüstpart expresszvonat, Aranyhíd expresszvonat, Napfürdő expresszvonat, Balaton InterCity, Tópart InterCity, Agram-Tópart nemzetközi InterCity |
| 32 | Balatonlelle, Vágóhíd utca                           | 10 | 1402, 1499, 1506, 1578, 1579, 1665, 1842 5905, 6040, 6042, 6043, 6071, 6195 |
| 33 | Balatonlelle, Benzinkút                              | 9  | 1402, 1499, 1506, 1578, 1579, 1665, 1842 5905, 6040, 6042, 6043, 6071, 6195 |
| 34 | Balatonboglár, Orvosi rendelő                        | 8  | 1402, 1499, 1506, 1578, 1579, 1665, 1673, 1842 5905, 6040, 6042, 6043, 6071, 6195 |
| 35 | Balatonboglár, Platán sor                            | 7  | 1402, 1499, 1506, 1578, 1579, 1665, 1842 5905, 6040, 6042, 6043, 6071, 6195 |
| 36 | Balatonboglár, Vasútállomás                          | 6  | 1402, 1499, 1506, 1578, 1579, 1665, 1673, 1842 5905, 5988, 6040, 6042, 6043, 6071, 6175, 6176, 6195 személyvonat, sebesvonat, Déli<-parti InterRégió, Déli->parti InterRégió, Esti Csók InterRégió, Vitorlás InterRégió, Jégmadár expresszvonat, Aranypart expresszvonat, Ezüstpart expresszvonat, Aranyhíd expresszvonat, Napfürdő expresszvonat, Balaton InterCity, Tópart InterCity, Agram-Tópart nemzetközi InterCity |
| 37 | Balatonboglár, Jankovich üdülőtelep                  | 5  | 1402, 1499, 1506, 1578, 1579, 1665, 1842 5905, 5988, 6040, 6042, 6043, 6071, 6195 |
| 38 | Ordacsehi elágazás                                   | 4  | 1402, 1499, 1506, 1578, 1579, 1665, 1842 5905, 5988, 6040, 6042, 6043, 6071, 6195 |
| 39 | Fonyód (Fonyódliget), Vasúti megállóhely bejárati út | 3  | 1402, 1499, 1506, 1578, 1579, 1665, 1673, 1842 5905, 5988, 6040, 6042, 6043, 6071, 6195 személyvonat, sebesvonat, Déli<-parti InterRégió, Déli->parti InterRégió, Vitorlás InterRégió, Jégmadár expresszvonat, Aranypart expresszvonat, Ezüstpart expresszvonat, Napfürdő expresszvonat |
| 40 | Fonyód (Fonyódliget), Árpád utca                     | 2  | 1402, 1499, 1506, 1578, 1579, 1665, 1842 5905, 5988, 6040, 6042, 6043, 6071, 6195 |
| 41 | Fonyód (Fonyódliget), Alsó                           | 1  | 1402, 1499, 1506, 1578, 1579, 1665, 1842 5905, 5988, 6040, 6042, 6043, 6071, 6195 |
| 42 | Fonyód, Vasútállomás végállomás                      | 0  | 1, 2 1402, 1499, 1506, 1578, 1579, 1665, 1673, 1723, 1842 5905, 5988, 6040, 6042, 6043, 6071, 6195, 6196 személyvonat, sebesvonat, Déli<-parti InterRégió, Déli->parti InterRégió, Helikon InterRégió, Esti Csók InterRégió, Vitorlás InterRégió, Jégmadár expresszvonat, Aranypart expresszvonat, Ezüstpart expresszvonat, Aranyhíd expresszvonat, Napfürdő expresszvonat, Fenyves expresszvonat, Balaton InterCity, Tópart InterCity, Agram-Tópart nemzetközi InterCity, Adria nemzetközi InterCity |